# Vulcano niño (Andreotti)
Vulcano niño (Vulcano Fanciullo) es una escultura realizada por Libero Andreotti en 1904. En terracota, representa un niño doblado sobre sí mismo. Se conserva en la Galería de Arte Moderno de Milán, adquirida en 1935 con la descripción "de un niño musculoso sin camisa con pantalones".

## Descripción
Vulcano Fanciullo es una de las obras más representativas de Libero Andreotti, escultor italiano del siglo XX. La escultura retrata al dios Vulcano, conocido en la mitología romana como el herrero de los dioses, en una fase juvenil, encarnando fuerza y juventud. La obra fue realizada en terracota, una técnica que Andreotti utilizaba a menudo para conferir calidez y artesanía a sus creaciones.
La obra se distingue por su firma en el plinto, donde se lee: «Opus Libero Andreotti pittoris Firenze», seguida de la fecha 1904. Esto subraya el vínculo del artista con Florencia, donde comenzó su carrera como pintor antes de dedicarse a la escultura.
Vulcano fanciullo es una obra de terracota producida en dos copias, entre las obras de mayor importancia artística de Libero Andreotti. La obra se exhibió en la exposición personal del artista en la Galería Pesaro de Milán en 1921, en la primavera de la Fiorentina en 1922 y en otras exposiciones importantes, como la exposición "Arte moderno en Italia: 1915-1935", que se celebró en 1967 en los pasillos del Palacio Strozzi en Florencia. Esta escultura es el primer y más grande ejemplo del nuevo estilo del artista y es una obra decisiva de su paso al período decorativo Art Nouveau en Italia de las dos primeras décadas del siglo XX, una visión verdaderamente nueva en términos de modernidad del lenguaje plástico de Andreotti, que encontramos en las grandes obras monumentales posteriores: el War Memorial of Roncade, el War Memorial of Saronno (1922-1925), la capilla votiva en la patria italiana en la Iglesia de Santa Croce en Florencia (1926), y el Monumento a los Caídos de Bolzano, con Arturo Martini, Wildt y Bistolfi (1926-1928).
Hay un boceto de la obra Vulcano fanciullo realizada en 1904, que describe su tamaño de 25 cm, incluida la base.

## Historia
Todavía un joven artista sin dinero, Libero Andreotti está alojado en el taller florentino de Mario Galli y es allí donde comienza a modelar arcilla, crear pequeñas figuras policromadas y luego pasar a crear modelos de yeso, de la cual fue posible describir obras en bronce o mármol. Por un amigo del príncipe Tasca di Cutò, conocido por casualidad, recibió la ayuda necesaria para abrir un taller en Borgo Ognissanti. Fue allí donde creó el Vulcano fanciullo y Pan fanciullo, sus primeros trabajos; el primero se exhibe en la Galería de Arte Moderno de Milán. Libero Andreotti comenzó presentando también Vulcano fanciullo en la Bienal de Venecia en 1905, y desde allí comenzó su ascenso. Se unió al simbolismo y el divisionismo y en 1907 expuso por primera vez en París.
Su notable producción de bronces y terracota se encuentra dispersa en los museos más importantes de Europa.

## Mercado del arte
El único boceto del dibujo en papel de Vulcano fanciullo se vendió en junio de 1969 por 250000 £, con la descripción "dibujo de niño musculoso sin camisa con pantalones". 250.000 liras de 1969 corresponden aproximadamente a 656.177 euros.

## Otras versiones
Libero Andreotti realizó una segunda copia del Vulcano Fanciullo, utilizando la misma técnica en terracota. La réplica de obras no era inusual para los escultores de la época, y esta segunda versión presenta ligeras variaciones con respecto al original, debido a las características del proceso de trabajo de la terracota.

## Análisis sobre el tema
Vulcano era el dios romano del fuego terrenal y destructor, perteneciente a la fase más antigua de la religión de la antigua Roma. Hijo de Júpiter y Juno, recibió epítetos positivos para evitar la acción destructiva del dios. Vulcano es el dios del fuego que devora y destruye, dirigido hacia poderes hostiles.
En el nivel divino, Vulcano fertiliza a una diosa virgen y genera a Júpiter, el soberano divino; a nivel humano, Vulcano fertiliza a una virgen local (probablemente una "princesa") y genera un líder.
Vulcano era el dios llamado Hefesto por los antiguos griegos. Según las leyendas mitológicas, era el dios del fuego con la distinción de ser además la deidad más fea del Monte Olimpo cuando era un niño (lugar donde vivían los dioses); lo era tanto que se dice que la madre Juno (conocida como Hera en la mitología griega) tuvo miedo cuando lo dio a luz y, después de mucho tiempo, ya no quería verlo. Ciertamente, no era una buena madre porque, hasta que descubrió sus talentos, siempre lo mantuvo alejado de ella. 
Vulcano tenía muchos talentos y habilidades increíbles que a menudo no podía expresar debido al recuerdo de su madre. Era un magnífico herrero que, trabajando con fuego, sabía cómo crear infinitos objetos, como joyas, armas o obras maestras como el trono y el cetro dorado de Júpiter; el carro brillante de Apolo, dios del sol; la brillante hoz de Deméter, diosa de la agricultura; tazas y guantes para la mesa de los dioses; los asientos de los dioses; la diadema de Ariadna; la armadura dorada de Hércules y la armadura del héroe Aquiles.
Júpiter, el padre de todos los dioses, por su alma capaz y atormentada, le dio a Venus, la diosa del amor, como su opuesto como esposa, porque parecía tan hermosa y feliz como él era feo y deprimido. Entonces, no fue un matrimonio feliz.
Bajo la protección de Vulcano, solía haber habilidad técnica en los oficios y la capacidad de hacer, y para esta deidad muchas leyendas están escritas, precisamente para contar diferentes tipos de obras. El trabajo Fanciullo Vulcano también tiene un gran valor porque no se parece a sus piezas de los últimos años, donde, para el misticismo artificial, adelgazó y alargó sus figuras.